# 盖维尔 (滨海塞纳省)
盖维尔（法語：Guerville，法語發音：[ɡɛʁvil]）是法国滨海塞纳省的一个市镇，属于迪耶普区。

## 地理
盖维尔（49°57'32"N, 1°30'49"E）面积12.46 平方千米，位于法国诺曼底大区滨海塞纳省，该省份为法国北部沿海省份，其西部及北部濒大西洋英吉利海峡，东起顺时针与索姆省、瓦兹省、厄尔省和卡爾瓦多斯省接壤。
与盖维尔接壤的市镇（或旧市镇、城区）包括：巴赞瓦勒、当库尔、格朗库尔、隆格鲁瓦、梅勒维尔、蒙绍-索朗。

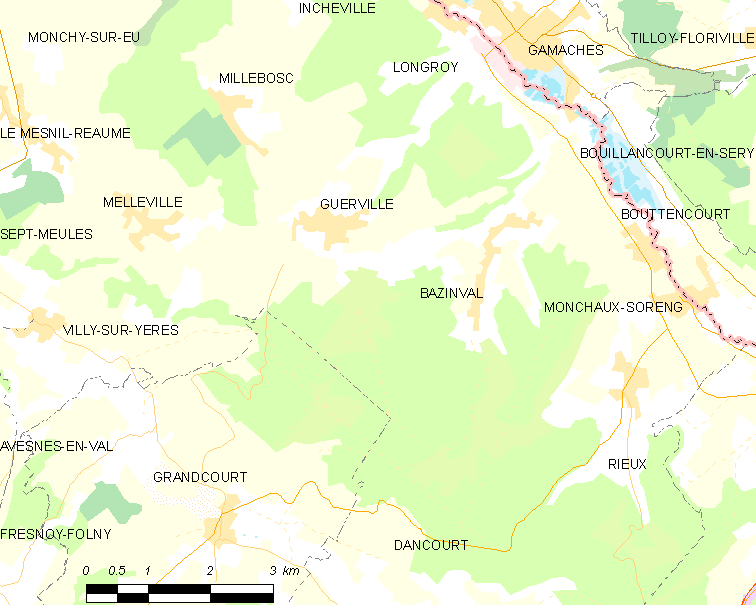
的OSM定位图

盖维尔的时区为UTC+01:00、UTC+02:00（夏令时）。

## 行政
盖维尔的邮政编码为76340，INSEE市镇编码为76333。

## 政治
盖维尔所属的省级选区为厄镇县。

## 人口

1962-2008年间人口变化图示

盖维尔于2022年1月1日时的人口数量为470人。